# Elliott Montroll
Elliott Montroll   (Pittsburgh, 4 de maig de 1916 - Chevy Chase, 3 de desembre de 1983) va ser un matemàtic estatunidenc.
Montroll va néixer a Pittsburgh i va ser escolaritzat a les escoles públiques del barri de Dormont. El 1933 va ingressar a la universitat de Pittsburgh per estudiar química i el 1937 es va graduar; a continuació va fer estudis de postgrau en matemàtiques i es va doctorar el 1940 amb una tesi, dirigida per James Sturdevant Taylor, sobre l'aplicació de la teoria de les equacions integrals a l'anàlisi dels gasos imperfectes. Els cursos següents va treballar successivament a les universitats de Colúmbia, Yale, Cornell i Princeton. A partir de 1943, durant la Segona Guerra Mundial, va treballar a la Kellex Corporation investigant la millor forma de obtenir urani enriquit, participant, doncs, en el Projecte Manhattan. A partir de 1944 va ser professor a l'Institut Politècnic de Brooklyn, primer, i a la universitat de Pittsburgh, després, fins que el 1951 va ser contractat per la universitat de Maryland, on va romandre fins al 1960. De 1960 a 1963 va treballar a IBM i de 1963 fins a 1966 per l'Institut d'Anàlisi de la Defensa. El 1966 va tornar a la docència a la universitat de Rochester en la qual es va retirar el 1981, tot i que, després de retirar-se, va ser professor distingit de la universitat de Maryland.
Montroll va tenir una profunda influència en el desenvolupament de la física i la química matemàtiques.